# Allium tricoccum
Allium tricoccum (Trivialname: „Nordamerikanischer Ramp-Lauch“) ist eine dem Bärlauch ähnliche Pflanzenart aus der Gattung Lauch (Allium) innerhalb der Familie der Amaryllisgewächse (Amaryllidaceae).
Die essbare, nach Knoblauch riechende Pflanze ist im östlichen Nordamerika heimisch und dort werden die englischen Trivialnamen ramp oder wild leek verwendet. In Teilen der USA und Kanada ist sie traditioneller Bestandteil der lokalen Küche.

## Beschreibung
Allium tricoccum wächst als ausdauernde, krautige Pflanze. Als Speicher- und Überdauerungsorgane dienen zwei bis sechs, etwa 1,5 bis 6 Zentimeter lange und 1,5 bis 3 Zentimeter breite kegel- bis eiförmige Zwiebeln. Zusätzlich werden gewöhnlich kurze Rhizome gebildet. Die äußeren bräunlich bis gräulichen Zwiebelschichten bestehen aus feinfasrigen Zellen und umschließen eine oder mehrere Zwiebeln. Die Zellen der inneren weißen Zwiebelschicht sind unregelmäßig angeordnet und besitzen eine angedeutete netzartige Struktur.
Die kurzlebigen, zwei bis drei grundständigen Laubblätter sind schmal gestielt. Sie entwickeln eine Länge von (15–) 20–30 (–40) Zentimeter, ihre Breite misst 1,5 bis 9 Zentimeter. Die glatte, ganzrandige Spreite ist elliptisch bis lanzettlich ausgestaltet. Nach oben hin verschmälert sie sich.
Pro Pflanze bilden sich an einem bleibenden, aufrecht und etwas gewunden wachsenden, 15 bis 40 Zentimeter langen und 2–4 Millimeter breiten Blütenstandsstiel (6–) 30–50 kleine glockige weißliche oder gelbliche Blüten. Sie stehen in einer verkehrt-kegelförmigen bis halbkugelförmigen Dolde zusammen. Brutzwiebeln sind nicht vorhanden. Die bleibenden Hochblätter des Blütenstandes sind als Spatha ausgebildet. Sie sind zwei- bis dreifach geadert, lanzettlich bis lanzen- eiförmig gestaltet und in etwa gleich groß. Sie besitzen eine spitze Spitze. Ein Schnabel wird nicht entwickelt.

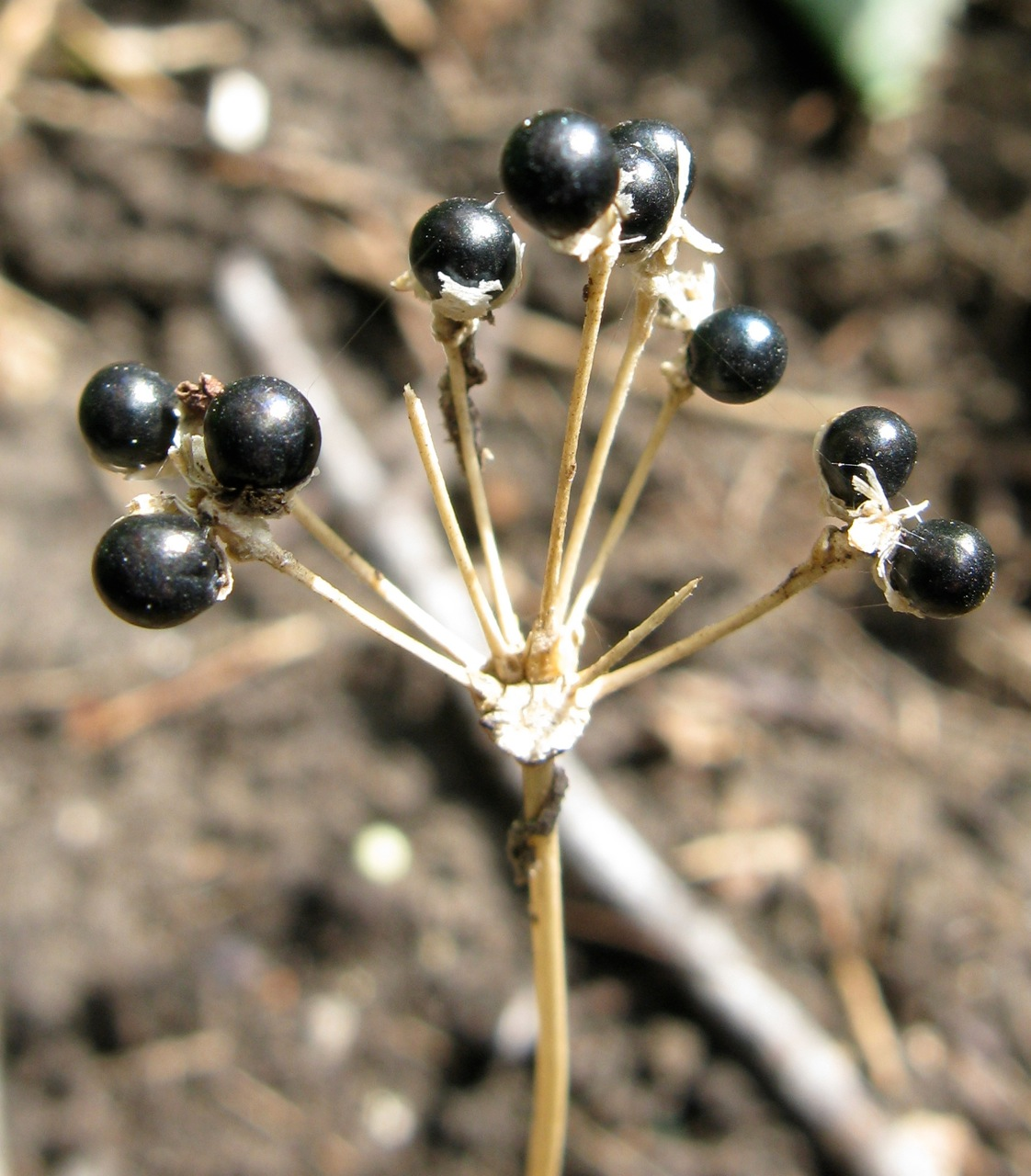
Fruchtstand mit freiliegenden Samen

Die 10 bis 20 Millimeter lang gestielten Blüten werden etwa 4 bis 7 Millimeter groß. Die sechs ganzrandigen, länglichen bis eiförmigen, geraden Blütenhüllblätter der Blüte stehen in zwei Kreisen und sind gleich gestaltet. Sie weisen eine abgestumpfte Spitze auf. Die in zwei Kreisen à drei angeordneten fertilen Staubblätter werden etwa so lang wie die Blütenhüllblätter. Sie besitzen weiße bis hellgelbe Staubbeutel, die weißen Pollen freisetzen. Der oberständige Fruchtknoten besteht aus drei miteinander verwachsenen Fruchtblättern. Der linealische Griffel ist kürzer als die Staubblätter, er ragt nicht aus der Blüte heraus. Ihn schließt eine kopfige, ungelappte und kaum verdickte Narbe ab.
Als Frucht bildet sich eine dreifächrige Kapsel. Jedes Fach enthält einen glatten, runden, schwarzen Samen mit einem Durchmesser von 2,5 Millimeter.
Die Chromosomenzahl beträgt 2n = 16.

## Lebensweise und Ökologie

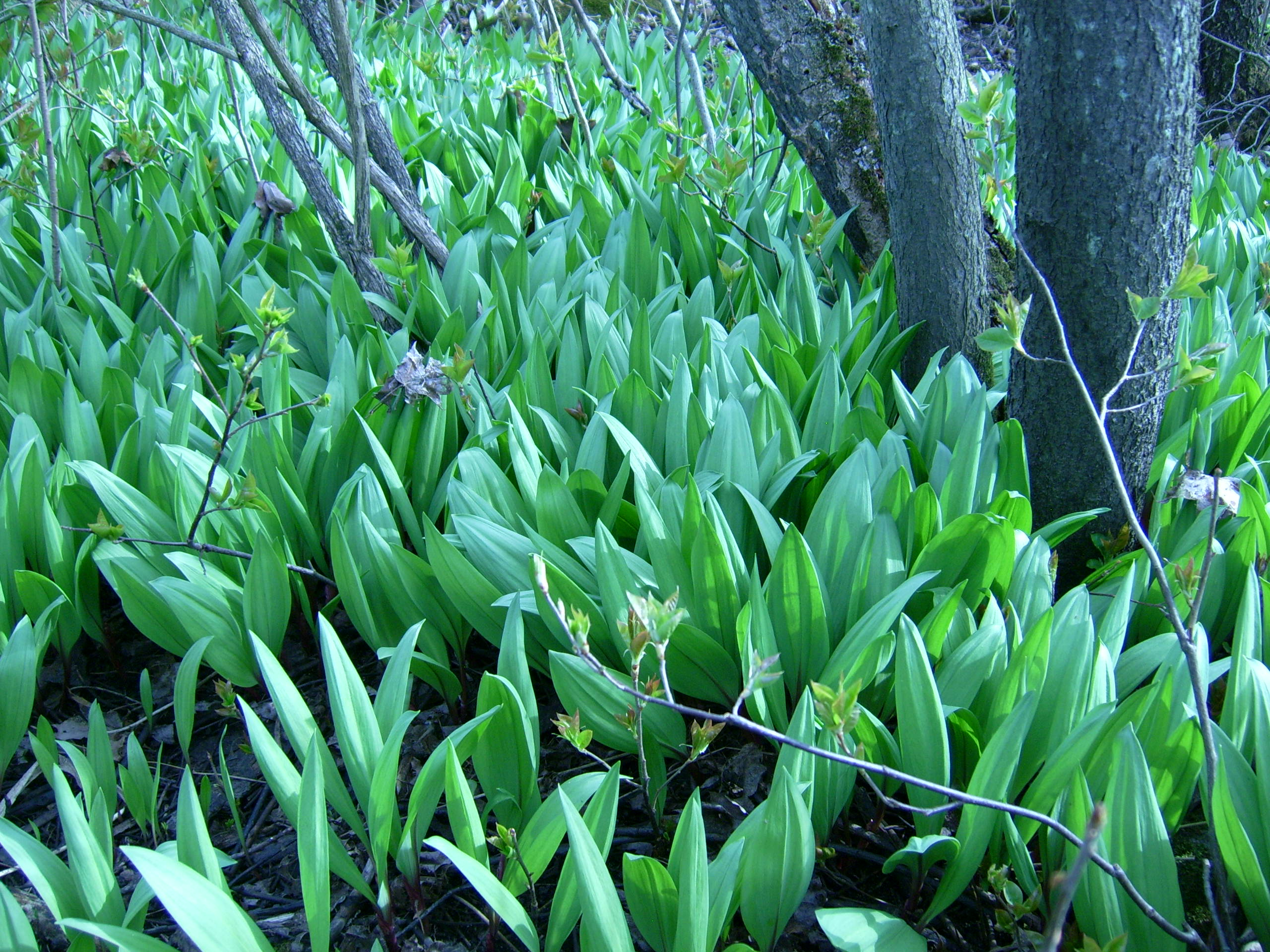
Allium tricoccum-Bestand

Die Laubblätter von Allium tricoccum entwickeln sich bereits ab Einsetzen der Schneeschmelze und verwelken nach dem Laubaustrieb. Zu diesem Zeitpunkt bildet sich der Blütenstandsstiel. Zur Blütezeit im Juli sind gewöhnlich keine Laubblätter mehr vorhanden. Die Fruchtreife setzt Anfang September ein. Die Samen keimen erst im Herbst des nächsten Jahres nach ihrer Ausstreuung. Das erste Blatt, von der Größe eines Grashalms, entwickelt sich im Frühjahr des folgenden Jahres. Zwischen Keimung und erster Blüte können sechs bis zehn Jahre vergehen.
Allium tricoccum tritt an seinen Wuchsorten in großen Beständen auf. Auffallend ist der intensive Knoblauchgeruch, der im Umkreis der Kolonie wahrnehmbar ist.
Allium tricoccum wird von Insekten bestäubt. Die Ausbreitung erfolgt durch Schwerkraft (Barochorie) und Tiere (Zoochorie). Große Pflanzenexemplare können sich vegetativ mittels Teilung der Zwiebeln vermehren.

## Belege
1. ↑  Allium tricoccum – Nordamerikanischer Ramp Lauch (Saatgut). In: templiner-kraeutergarten.de. Templiner Kräutergarten, abgerufen am 12. Dezember 2022 (deutsche Trivialbezeichnung von Allium tricoccum, wildwachsende Lauchart).
2. ↑  Bärlauch / Ramp Lauch, Nordamerikanischer. In: die-gruene-speisekammer.de. Fritz Terfloth Stiftung Münster, abgerufen am 12. Dezember 2022 (deutsche Trivialbezeichnung von Allium tricoccum, wildwachsende Lauchart).
3. ↑  Matthew Zuras: Wild wachsender Lauch wird dich umhauen. In: vice.com. Abgerufen am 12. Dezember 2022 (deutsche Trivialbezeichnung von Allium tricoccum, wildwachsende Lauchart).
4. 1 2 3 4  Dale W. McNeal Jr., T. D. Jacobsen: Allium. In: Flora of North America Editorial Committee (Hrsg.): Flora of North America North of Mexico. Volume 26: Magnoliophyta: Liliidae: Liliales and Orchidales. Oxford University Press, New York / Oxford u. a. 2002, ISBN 0-19-515208-5, Allium tricoccum, S. 234 (englisch, efloras.org).
5. ↑  Jackie Greenfield, Jeanine M. Davi: Cultivation of Ramps (Allium tricoccum and A. burdickii). New 6/01 HIL-133. In: ces.ncsu.edu. Department of Horticultural Science, North Carolina State University, archiviert vom Original am 26. März 2014; abgerufen am 12. Dezember 2022 (amerikanisches Englisch).
6. 1 2 3 4 5  Ail des bois – Nom latin: Allium tricoccum – Famille: Amaryllidacées (famille de l’amaryllis). Espèce vulnérable au Québec. In: environnement.gouv.qc.ca. Ministère de l’Environnement, de la Lutte contre les changements climatiques, de la Faune et des Parcs, Québec, abgerufen am 12. Dezember 2022 (kanadisches Französisch, Datenblatt als PDF; 1,9 MB; französische Trivialbezeichnung von Allium tricoccum).
7. ↑  Allium tricoccum Aiton. IPCN Chromosome Reports. In: legacy.tropicos.org. Tropicos, abgerufen am 12. Dezember 2022 (englisch).
8. 1 2  Repertoire Quebec Nature: Allium tricoccum. (Memento vom 21. August 2014 im Internet Archive) In: repertoirequebecnature.com, abgerufen am 12. Dezember 2022 (kanadisches Französisch)